# Coppa del mondo di marcia 1967
La Coppa del mondo di marcia 1967 (1967 IAAF World Race Walking Cup) si è svolta a Bad Saarow, nella Repubblica Democratica Tedesca, il 15 ottobre.

## Medagliati

### Uomini
| Specialità     | Oro             | Prestazione | Argento             | Prestazione | Bronzo             | Prestazione |
| 20 km          | Nikolaj Smaga   | 1h28'39"    | Vladimir Golubničij | 1h28'58"    | Ron Laird          | 1h29'13"    |
| 50 km          | Christoph Höhne | 4h09'09"    | Peter Selzer        | 4h11'40"    | Aleksandr Ščerbina | 4h13'07"    |
| Gara a squadre | Germania Est    | 128 pt.     | Unione Sovietica    | 107 pt.     | Regno Unito        | 104 pt.     |